# Коста-Рика на летних Олимпийских играх 1972
Коста-Рика принимала участие в Летних Олимпийских играх 1972 года в Мюнхене (ФРГ) в четвёртый раз за свою историю, но не завоевала ни одной медали. Сборная страны состояла из 3 спортсменов (все — мужчины).

## Результаты соревнований

### Дзюдо
| Категория | Спортсмен         | 1/16 финала        | 1/8 финала           | Четвертьфинал        | Полуфинал            | Финал                | Место |
| Категория | Спортсмен         | Соперник Результат | Соперник Результат   | Соперник Результат   | Соперник Результат   | Соперник Результат   | Место |
| --------- | ----------------- | ------------------ | -------------------- | -------------------- | -------------------- | -------------------- | ----- |
| до 93 кг  | Роберто Солонсано | AUTЭдуард Эллиг П  | завершил выступление | завершил выступление | завершил выступление | завершил выступление | 19    |

### Лёгкая атлетика
Мужчины
| Дисциплина           | Спортсмен            | Предварительный раунд | Предварительный раунд | Предварительный раунд | Финал                | Финал                |
| Дисциплина           | Спортсмен            | Забег                 | Время                 | Место                 | Время                | Место                |
| -------------------- | -------------------- | --------------------- | --------------------- | --------------------- | -------------------- | -------------------- |
| бег на 10 000 метров | Рафаэль Анхель Перес | 2                     | 29:36,6               | 13                    | Завершил выступление | Завершил выступление |

### Стрельба
| Соревнование                          | Спортсмен     | Всего     | Всего |
| Соревнование                          | Спортсмен     | Результат | Место |
| ------------------------------------- | ------------- | --------- | ----- |
| Винтовка лёжа, 50 метров              | Уго Чемберлен | 586       | 68    |
| Винтовка из трёх положений, 50 метров | Уго Чемберлен | 1086      | 56    |